# Alameda de Recalde
La alameda de Recalde es un bulevar ubicado en el centro de la villa de Bilbao. Se inicia en el puente de La Salve y finaliza en la plaza de toros de Vista Alegre.

## Historia
La alameda de Recalde debe su nombre al general vasco del siglo XVI, almirante de la Armada Invencible, que propuso Camilo de Villavaso, en el momento de rotular las calles del Ensanche de Abando: Juan Martínez de Recalde, «el bilbaíno más ilustre [del siglo XVI] y el más esclarecido y grande de todos los tiempos [según Villavaso]».

## Edificios de interés
Diversos edificios reseñables rodean la Alameda de Recalde:
- Casa Montero.
- Plaza Moyúa.
- Hotel Carlton.
- Agencia Estatal de Administración Tributaria en Bilbao.
- Cámara de Comercio, Industria y Navegación de Bilbao.
- Edificio de la sede de Osakidetza en Bilbao.
- Plaza Arriquibar.
- La Alhóndiga.
- Alameda de Recalde 49-51.

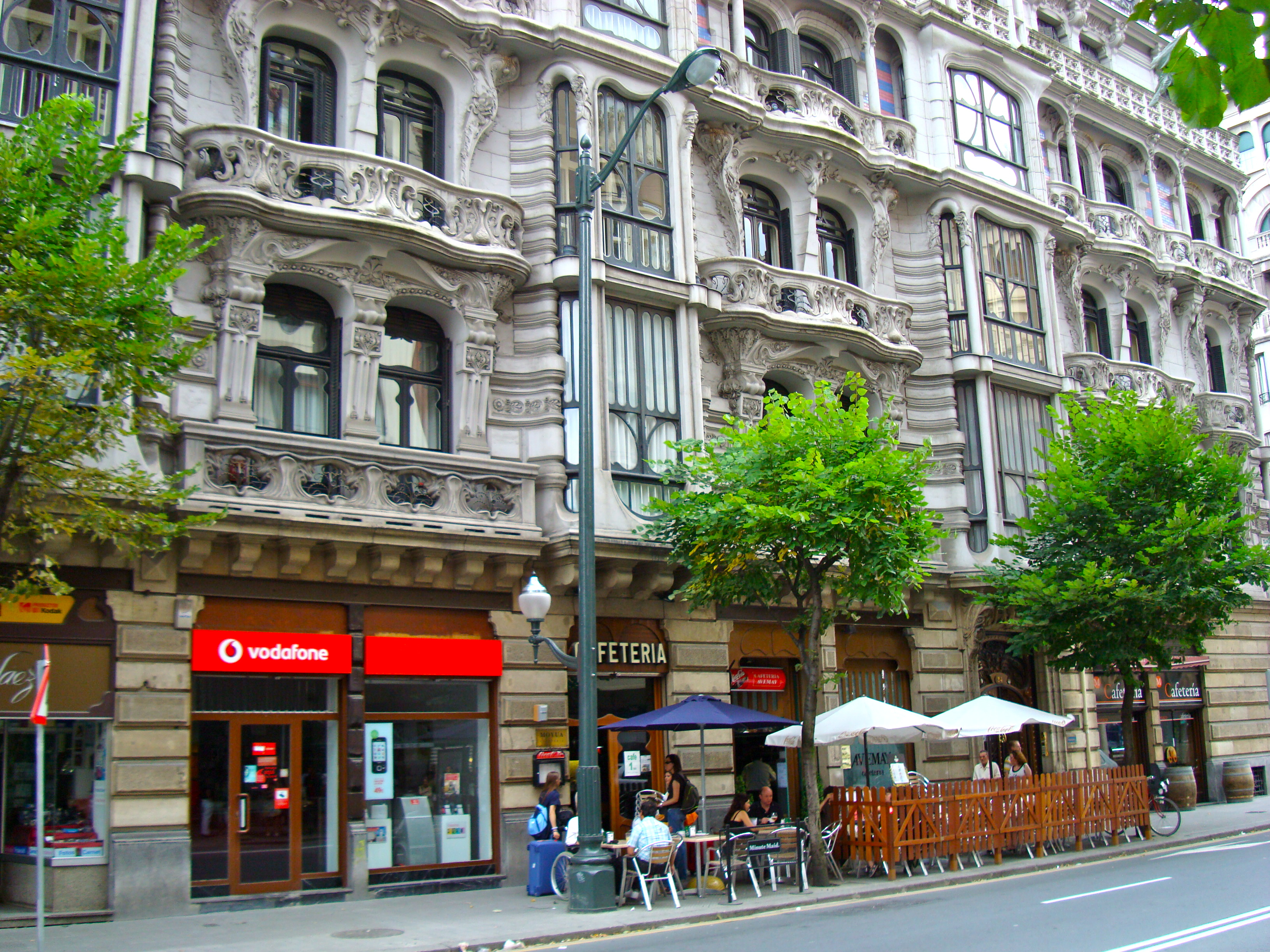
Casa Montero
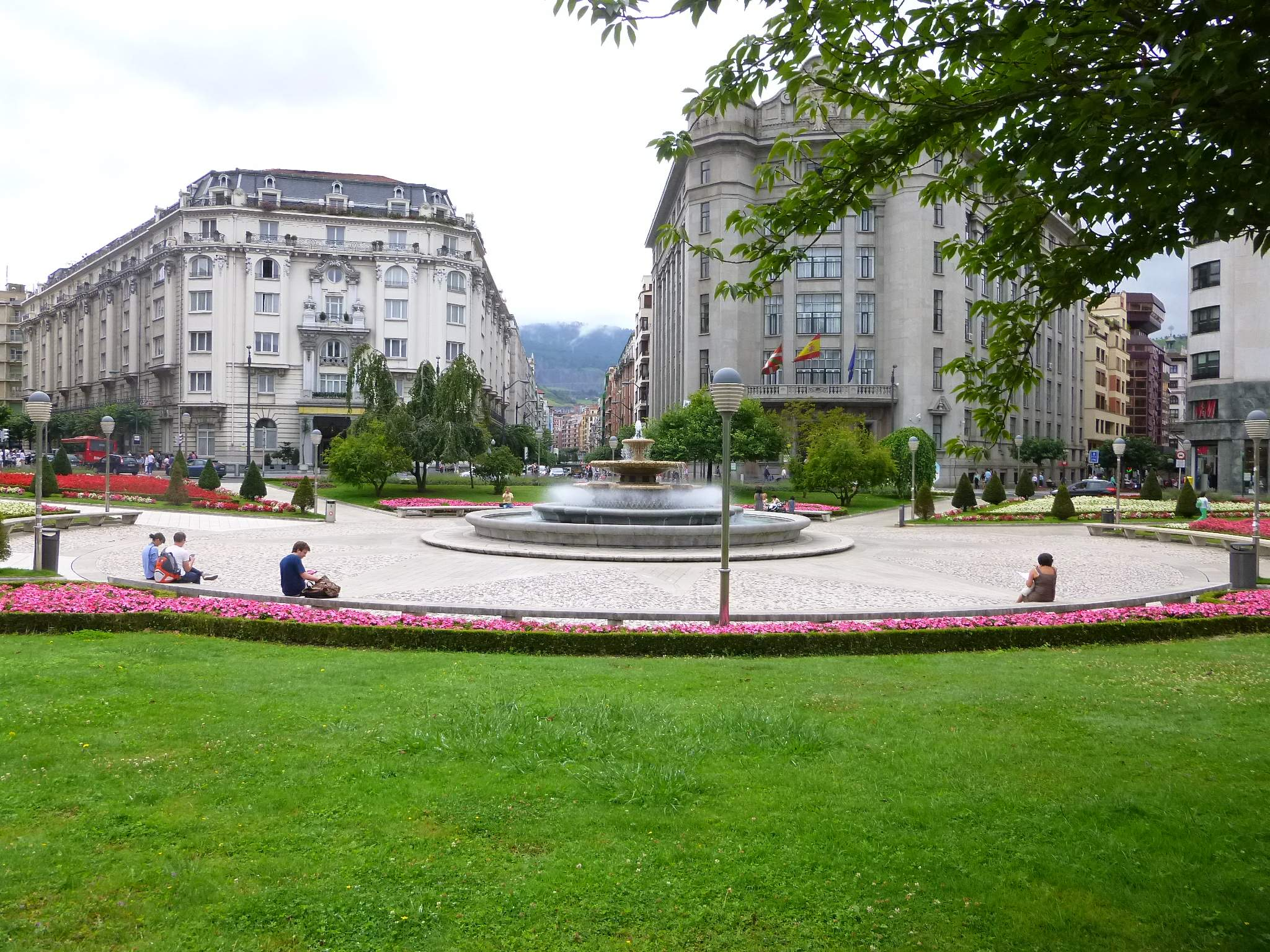
Plaza Moyúa en perspectiva con la Alameda de Recalde entre el hotel Carlton a la izquierda y la Agencia Estatal de Administración Tributaria a la derecha
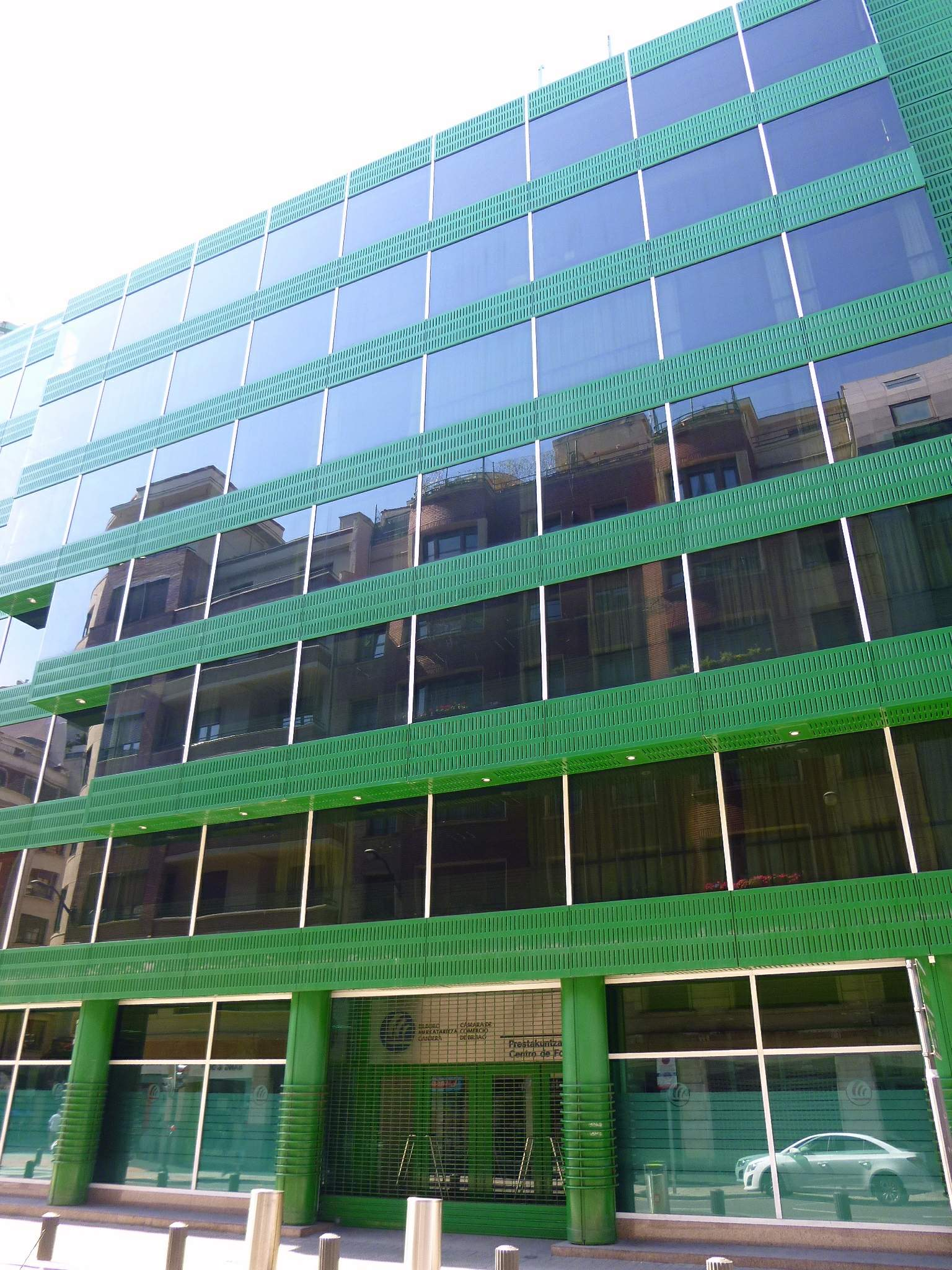
Cámara de Comercio, Industria y Navegación de Bilbao
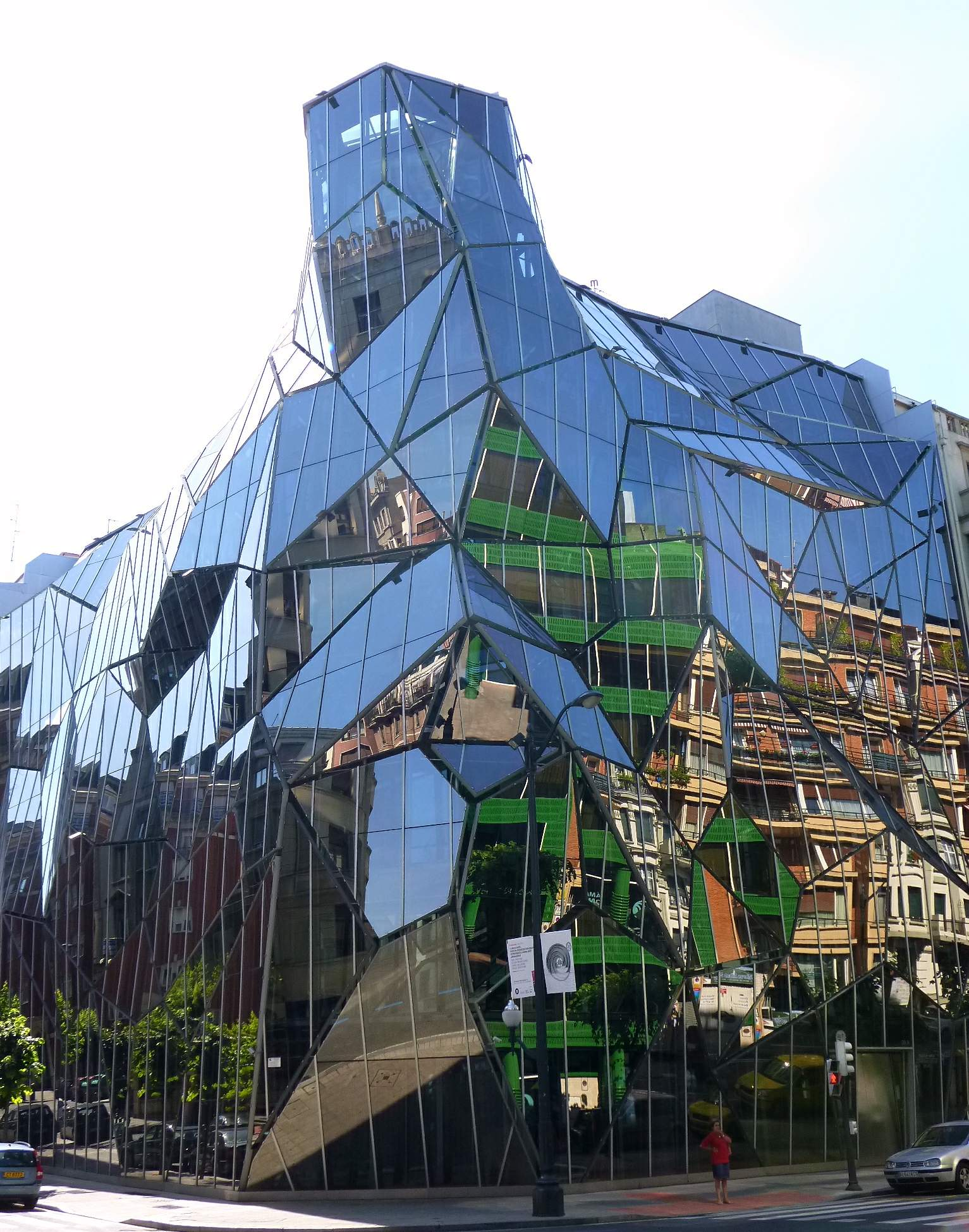
Edificio de la sede de Osakidetza en Bilbao
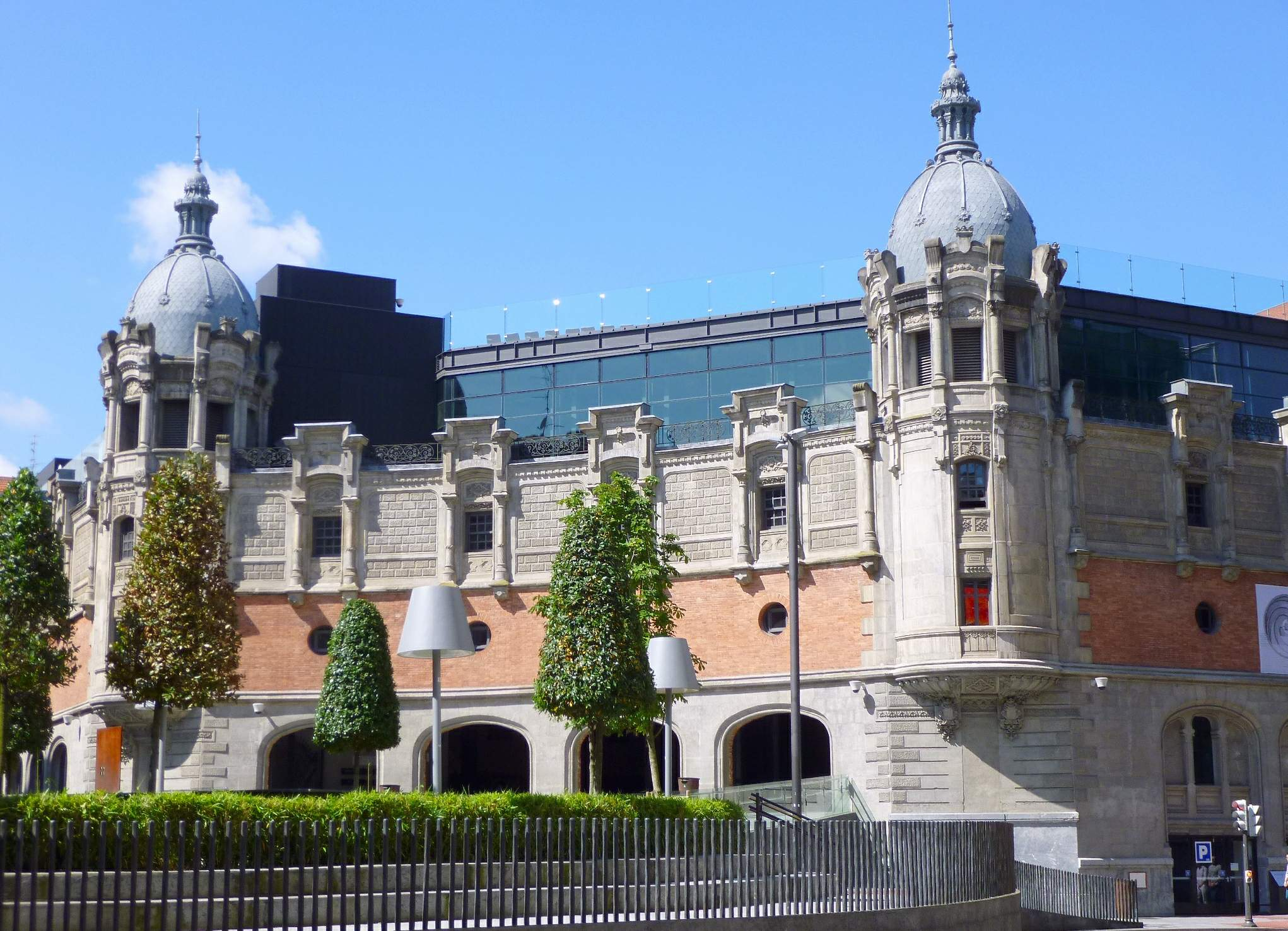
Plaza Arriquibar con La Alhóndiga al fondo
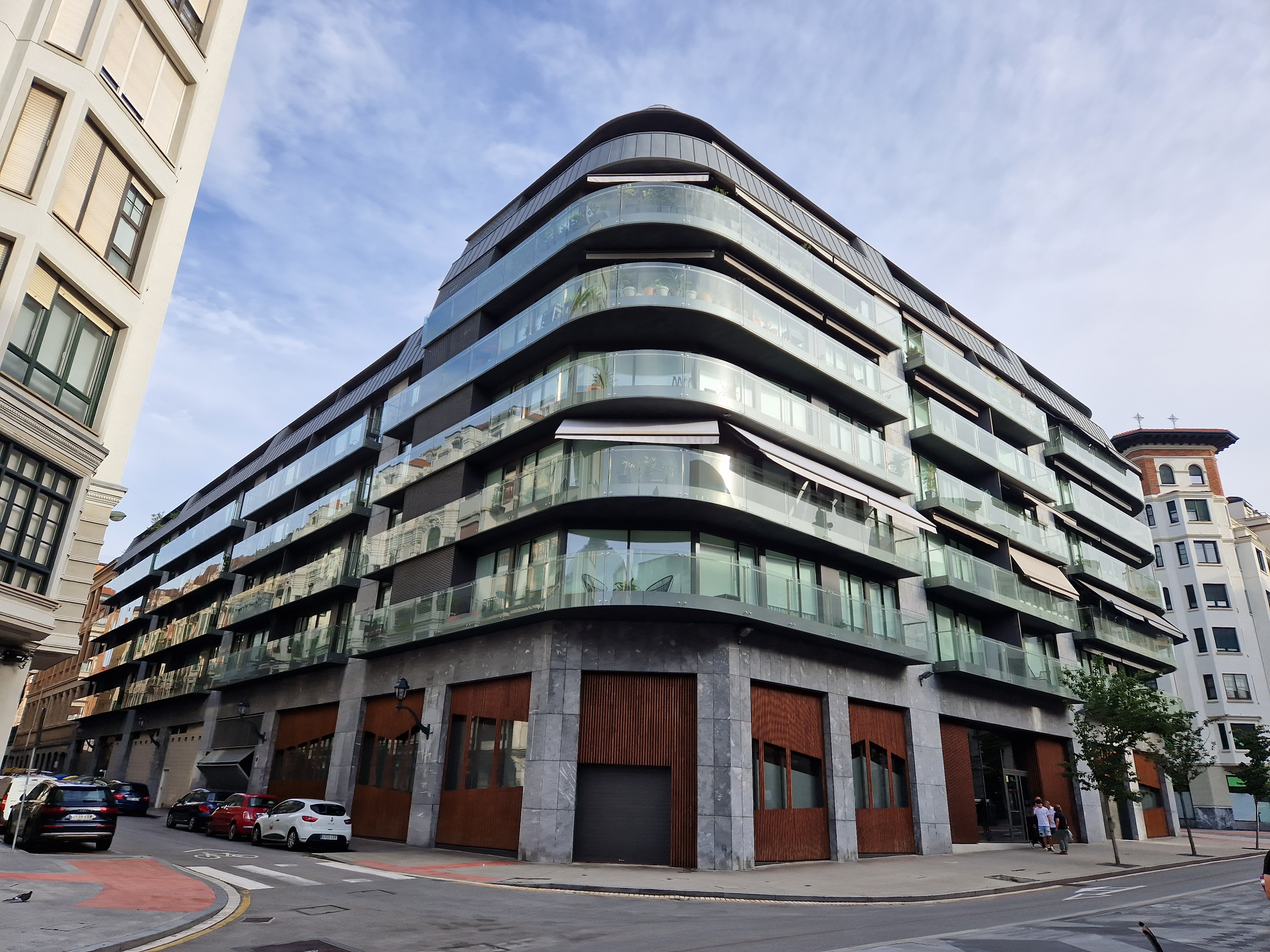
Alameda de Recalde 49-51